# ガセネタ
ガセネタとは、偽情報、事実と異なる嘘の内容からなる情報のこと。嘘の情報、作り話。ガセは、もともと偽物という意味で、人騒がせ（ひとさわ「がせ」）からきたという説がある。ネタは商品という意味の種（タネ）が語源といわれる。もともとはインチキな商品という意見。怪しげな商品を扱う的屋の隠語だったという説もある。後に、ネタという言葉が警察やマスコミ関係者の間で「情報」という意味で使われるようになり、ガセネタも「偽情報」という意味で、一般でも広く使われるようになった。

## 週刊誌・タブロイド紙のガセネタ
週刊誌やタブロイド紙、一部の情報誌などは基本的にガセネタが多く、信頼性に乏しい記事が多いとされる。大きな偏向の見られるケースも多い。

## ネット上のガセネタ
マーシャル・マクルーハンが「メディアはメッセージ」と言ったように、メディア自体に問題があることが多い。ネットの普及以後はガセネタの横行が顕著になってきていて、ダミアン・トンプソン（Damian Thompson）は『すすんでダマされる人たち ネットに潜むカウンターナレッジの危険な罠』（日経BP社 2008年）でこうしたガセネタを「カウンターナレッジ」（Counterknowledge）と呼ぶ。情報があふれる時代にこうした「知識」を得ることで優越感や特権意識を与え、自己肯定感を回復してくれるのだという。

## バンドのガセネタ
明治大学の現代音楽ゼミで山崎春美らによって1977年に結成された日本のロックバンド。吉祥寺マイナーを中心とする東京地下音楽シーンで活動し、わずか2年後の1979年に解散した。間章が生前「このバンドの為なら何でもする｣ と語ったことでも知られる｡ 
2015年に大里俊晴の7回忌にあわせて再結成したが、2018年に解散宣言を行った。詳しくは「ガセネタ (バンド)」を参照。